# Alfred John North
Pour les articles homonymes, voir North.
Alfred John North est un ornithologue australien, né le 11 juin 1855 et mort le 6 mai 1917.
Il est l’auteur de List of the Insectivorous Birds of New South Wales (1897) et de Descriptive Catalogue of the Nests and Eggs of Birds Found Breeding in Australia and Tasmania (1889). Il décrit de nombreuses nouvelles espèces, principalement dans la revue du Field Naturalists' Club of Victoria, Victorian Naturalist.